# Чемпіонат WTA 2021, парний розряд
Барбора Крейчикова та Катержина Сінякова перемогли в фіналі Сє Шувей та Елісе Мертенс з рахунком 6–3, 6–4 й виграли завершальний турнір року в парному розряді.
Тімеа Бабош та Крістіна Младенович виграли попередні два турніри, але цього року не відібралися.
Крейчикова та Сінякова очолили список найкращих пар світу на кінець року після виграшу у пари Шерон Фічман / Джуліана Олмос у першому матчі кругового етапу, а Сінякова забезпечила собі право називатися першою ракеткою світу в парній грі після перемоги в турнірі. Перед турніром на це право претендувала також Сє.

## Сіяні пари
1. Барбора Крейчикова /  Катержина Сінякова (Чемпіонки)
2. Аояма Сюко /  Ена Сібахара (Півфінал)
3. Сє Шувей /  Елісе Мертенс (Фінал)
4. Ніколь Меліхар-Мартінес /  Демі Схюрс (Півфінал)
5. Саманта Стосур /  Чжан Шуай (Коловий етап)
6. Алекса Гуарачі /  Дезіре Кравчик (Коловий етап)
7. Дарія Юрак /  Андрея Клепач (Коловий етап)
8. Шерон Фічман /  Джуліана Олмос (Коловий етап)

## Запасні
1. Надія Кіченок /  Ралука Олару (не грали)
2. Маріє Боузкова /  Луціє Градецька (не грали)

## Сітка

### Легенда
| - Q = Кваліфаєр - WC = Вайлд-кард - LL = Щасливий лузер | - Alt = Заміна - SE = Виняток - PR = Захищений рейтинг | - w/o = Без гри - r = Зняття - d = Присуджено перемогу |

### Фінальна частина
|  | Півфінали | Півфінали                             | Півфінали              | Півфінали | Півфінали |                         |   | Фінал                                 | Фінал | Фінал | Фінал | Фінал |
|  |           |                                       |                        |           |           |                         |   |                                       |       |       |       |       |
|  | 1         | Барбора Крейчикова Катержина Сінякова | 3                      | 6         | [10]      |                         |   |                                       |       |       |       |       |
|  | 4         | Ніколь Меліхар-Мартінес Демі Схюрс    | 6                      | 3         | [6]       |                         |   |                                       |       |       |       |       |
|  | 4         | Ніколь Меліхар-Мартінес Демі Схюрс    | 6                      | 3         | [6]       |                         | 1 | Барбора Крейчикова Катержина Сінякова | 6     | 6     |       |       |
|  |           |                                       |                        |           |           |                         | 1 | Барбора Крейчикова Катержина Сінякова | 6     | 6     |       |       |
|  |           | 3                                     | Сє Шувей Елісе Мертенс | 3         | 4         |                         |   |                                       |       |       |       |       |
|  | 2         | 3                                     | Сє Шувей Елісе Мертенс | 3         | 4         | Аояма Сюко Ена Сібахара | 2 | 2                                     |       |       |       |       |
|  | 2         |                                       |                        |           |           | Аояма Сюко Ена Сібахара | 2 | 2                                     |       |       |       |       |
|  | 3         | Сє Шувей Елісе Мертенс                | 6                      | 6         |           |                         |   |                                       |       |       |       |       |

### Група Ель-Тахін
|   |                                       | Крейчикова Сінякова   | Сє Мертенс    | Гуарачі Кравчик       | Фічман Ольмос    | Матчі В–П | Сети В–П | Гейми В–П | Місце |
| 1 | Барбора Крейчикова Катержина Сінякова |                       | 6–3, 6–1      | 5–7, 7–6(7–3), [10–7] | 6–4, 6–1         | 3–0       | 6-1      | 37-32     | 1     |
| 3 | Сє Шувей Елісе Мертенс                | 3–6, 1–6              |               | 7–6(7–3), 6–2         | 6–4, 7–6(7–3)    | 2–1       | 4-2      | 30-30     | 2     |
| 6 | Алекса Гуарачі Джуліана Ольмос        | 7–5, 6–7(3–7), [7–10] | 6–7(3–7), 2–6 |                       | 0–6, 6–3, [11–9] | 1–2       | 3-5      | 28-35     | 3     |
| 8 | Шерон Фічман Джуліана Олмос           | 4–6, 1–6              | 4–6, 6–7(3–7) | 6–0, 3–6, [9–11]      |                  | 0–3       | 1-6      | 24-32     | 4     |

### Група Теночтітлан
|   |                                    | Аояма Сібахара   | Меліхар-Мартінес Схюрс | Стосур Шуай                  | Юрак Клепач                  | Матчі В–П | Сети В–П | Гейми В–П | Місце |
| 2 | Аояма Сюко Ена Сібахара            |                  | 6–4, 7–6(7–5)          | 6–4, 3–6, [7–10]             | 6–0, 6–4                     | 2–1       | 5-2      | 34-25     | 1     |
| 4 | Ніколь Меліхар-Мартінес Демі Схюрс | 4–6, 6–7(5–7)    |                        | 6–2, 6–2                     | 6–4, 3–6, [10–2]             | 2–1       | 4-3      | 32-27     | 2     |
| 5 | Саманта Стосур Чжан Шуай           | 4–6, 6–3, [10–7] | 2–6, 2–6               |                              | 7–6(12–10), 6–7(4–7), [5–10] | 1–2       | 3-5      | 28-35     | 4     |
| 7 | Дарія Юрак Андрея Клепач           | 0–6, 4–6         | 4–6, 6–3, [2–10]       | 6–7(10–12), 7–6(7–4), [10–5] |                              | 1–2       | 3-5      | 28-35     | 3     |

Місце визначається за: 1) числом перемог; 2) числом матчів; 3) у разі рівності очок між двома парами результатом гри між ними; 4) У разі рівності очок трьох пар, (a) відсотком виграних сетів (результатом гри між собою, якщо дві пари досі мають однакові показники), тоді (b) відсотком виграних геймів (результатом гри між собою, якщо дві пари досі мають однакові показники), тоді (c) рейтингом WTA